# Mesua planigemma
Mesua planigemma är en tvåhjärtbladig växtart som beskrevs av André Joseph Guillaume Henri Kostermans. Mesua planigemma ingår i släktet Mesua och familjen Calophyllaceae. Inga underarter finns listade i Catalogue of Life.